# 스베틀라나 이바노바
스베틀라나 안드레예브나 이바노바(러시아어: Светла́на Андре́евна Ивано́ва, 1985년 9월 26일 ~ )는 러시아의 배우이다.

## 출연 작품
- 블러드 스카이 19 (2021)
- 헤리티지 오브 러브 (2015)
- 어바웃 힘 (2013)
- 해피 뉴 이어, 엄마! (2012)
- 레전드 넘버17 (2012)
- 어거스트 에이트 (2012)
- 커넥티드 바이 타임 (2010)
- 다크월드 3D (2010)